# Hydnophytum subrotundum
Hydnophytum subrotundum är en måreväxtart som beskrevs av Theodoric Valeton. Hydnophytum subrotundum ingår i släktet Hydnophytum och familjen måreväxter.
Artens utbredningsområde är Papua Nya Guinea. Inga underarter finns listade i Catalogue of Life.